# Jamie Harris
Jamie Harris, pseudonimo di Tudor St. John Harris (Londra, 15 maggio 1963), è un attore britannico.

## Biografia
Nato nel quartiere londinese di Whitechapel e figlio di Richard Harris e di Elizabeth Rees-Williams e fratello di Jared Harris e di Damian Harris, viene battezzato con il nome Tudor St. John Harris ma, fin dall'infanzia, è noto come "Jamie".
Harris ha iniziato la sua carriera cinematografica in Nel nome del padre di Jim Sheridan nel 1993. Ebbe poi molte apparizioni sia sul palcoscenico e che sullo schermo. Il ruolo di Patrick Marber in Dealer's Choice gli ha valso un Drama League Award, mentre ha vinto il The New York Independent Film Awards per Speed for Thespians.

## Filmografia parziale
- Nel nome del padre (In the Name of the Father), regia di Jim Sheridan (1993)
- Maria della Baia degli Angeli (Marie Baie des Anges), regia di Manuel Pradal (1997)
- Il figlio perduto (The Lost Son), regia di Chris Menges (1999)
- Triplo inganno (Made Men), regia di Louis Morneau (1999)
- Fast Food, Fast Women (Fast Food Fast Women), regia di Amos Kollek (2000)
- Dinner Rush, regia di Bob Giraldi (2000)
- Il battaglione perduto (The Lost Battalion), regia di Russell Mulcahy (2001)
- The Big Heist, regia di Robert Markowitz (2001)
- Made - Due imbroglioni a New York (Made), regia di Jon Favreau (2001)
- Rick, regia di Curtiss Clayton (2003)
- Lemony Snicket - Una serie di sfortunati eventi (Lemony Snicket's A Series of Unfortunate Events), regia di Brad Silberling (2004)
- The New World, regia di Terrence Malick (2005)
- The Prestige, regia di Christopher Nolan (2006)
- Crank: High Voltage, regia di Mark Neveldine e Brian Taylor (2009)
- Mr. Nice, regia di Bernard Rose (2010)
- L'alba del pianeta delle scimmie (Rise of the Planet of the Apes), regia di Rupert Wyatt (2011)
- The Green Hornet, regia di Michel Gondry (2011)
- Two Jacks, regia di Bernard Rose (2012)
- The Frontier, regia di Oren Shai (2015)

### Televisione
- American Horror Story – serie TV, episodio 1x02 (2011)
- Magic City – serie TV, 5 episodi (2013)
- Castle - serie TV, episodio 6x13 (2014)
- Agents of S.H.I.E.L.D. – serie TV, 11 episodi (2014-2015)
- Turn: Washington's Spies – serie TV, 9 episodi (2014-2016)
- Kingdom – serie TV, 7 episodi (2014-2017)
- Carnival Row – serie TV, 17 episodi (2019-2023)
- Lovecraft Country - La terra dei demoni (Lovecraft Country) – serie TV, episodio 1x01 (2020)

## Doppiatori italiani
Nelle versioni in italiano delle opere in cui ha recitato, Jamie Harris è stato doppiato da:
- Simone Mori in The Prestige, White Collar
- Stefano Benassi in Carnival Row, Lovecraft Country - La terra dei demoni
- Roberto Stocchi in Nel nome del padre
- Massimo Bitossi in CSI - Scena del crimine
- Guido Di Naccio in Mr. Nice
- Manlio De Angelis in The Green Hornet
- Enrico Pallini in The Mentalist
- Roberto Fidecaro in NCIS - Unità anticrimine
- Danilo Di Martino in Castle
- Mauro Gravina in FBI: International